# Melomys fulgens
Melomys fulgens  (Thomas, 1920) è un roditore della famiglia dei Muridi endemico dell'isola di Seram.

## Descrizione

### Dimensioni
Roditore di medie dimensioni, con la lunghezza della testa e del corpo di 150 mm, la lunghezza della coda tra 200 e 205 mm, la lunghezza del piede di 34 mm, la lunghezza delle orecchie tra 17 e 19 mm.

### Aspetto
Le parti superiori sono color bruno-arancione brillante, mentre le parti ventrali sono bianco crema. La coda è più lunga della testa e del corpo, è prensile, uniformemente scura ed è ricoperta da 13 anelli di scaglie per centimetro, corredata ciascuna da un singolo pelo.

## Biologia

### Comportamento
È una specie arboricola.

## Distribuzione e habitat
Questa specie è endemica delle coste meridionali dell'isola di Seram, Isole Molucche centrali.
Vive probabilmente nelle foreste tropicali lungo le coste al livello medio del mare.

## Conservazione
La IUCN Red List, considerata la mancanza di informazioni recenti sull'areale, lo stato della popolazione e le eventuali minacce, classifica M.fulgens come specie con dati insufficienti (DD).